# Marta López
Marta López Herrero (Malaga, 4 febbraio 1990) è una pallamanista spagnola.

## Palmarès

### Olimpiadi
- 1 medaglia:
  - 1 bronzo (Londra 2012)

### Europei
- 1 medaglia:
  - 1 argento (Croazia/Ungheria 2014)